# Chung Ly Muội
Chung Ly Muội (tiếng Trung: 鍾離眜; bính âm: Zhongli Mei; ???-201 TCN) là một viên võ tướng phục vụ dưới trướng của Tây Sở Bá Vương Hạng Vũ trong lịch sử Trung Quốc. Chung Ly Muội đã cùng với Hạng Vũ tham gia cuộc Chiến tranh Hán Sở và thất bại dưới tay của Hán Cao Tổ Lưu Bang. Nhà Hán thành lập, Chung Ly Muội nương náu ở chỗ Sở vương Hàn Tín. Sau, Hán Cao Tổ nghi Hàn Tín mưu phản, bèn đi tuần ở Vân Mộng. Hàn Tín muốn chứng tỏ lòng trung thành với hoàng đế nên đã giết Chung Ly Muội, nộp đầu cho hoàng đế, song cuối cùng Tín vẫn bị bắt.

## Tướng Tây Sở
Chung Ly Muội quê ở Giang Tô, Trung Quốc. Bắt đầu sự nghiệp, Muội đi theo Hạng Lương (chú của Hạng Vũ) để khởi binh chống Tần. Sau đó, ông là bộ tướng phục vụ dưới trướng của Long Thư. Ông cũng là người góp công lớn trong chiến dịch tiêu diệt toàn bộ binh lực nước Tần của Vương Ly ở Cự Lộc.
Chung Ly Muội từng bị chia rẽ với Hạng Vũ do kế của Trần Bình. Để làm yếu Tây Sở, Trần Bình tung phản gián vào quân Sở, phao tin rằng bọn Chung Ly Muội làm tướng của Hạng Vương, tuy lập được nhiều công, nhưng rốt cục vẫn không được cắt đất, phong vương, cho nên họ muốn hợp làm một với quân Hán để tiêu diệt họ Hạng mà chia đất đai nước Sở; lại dùng kế phản gián khiến Hạng Vũ nghi ngờ Phạm Tăng theo Hán. Quả nhiên Hạng Vũ vốn đa nghi, không tin Chung Ly Muội và Phạm Tăng. Kết quả Phạm Tăng bị giải chức, bỏ về quê, uất ức và qua đời. Hạng Vũ ân hận vì mất Phạm Tăng, mới thôi nghi ngờ Chung Ly Muội.
Năm 204 TCN, trong khi Hạng Vũ và Lưu Bang giằng co ở Vinh Dương và Thành Cao, thì Hàn Tín - bạn cũ của Chung Ly Muội, đã sang hàng Hán - giúp Hán đánh Ngụy, Triệu, Tề, Yên và thường uy hiếp hậu phương nước Sở; cùng lúc tướng Bành Việt cũng cắt lương của Tây Sở ở sau lưng. Vì vậy Hạng Vũ phải thân chinh mang quân đánh Bành Việt, giao cho Chung Ly Muội đối phó với quân Hán ở Vinh Dương, còn Tào Cữu trấn giữ Thành Cao. Hạng Vũ chinh phục đất Lương đến Tuy Dương thành công, nghe tin quân Tào Cữu bị mắc mưu quân Hán thua mất thành, bèn đem quân trở về, gặp đúng lúc Chung Ly Muội bị quân Hán vây ở phía đông Vinh Dương. Ông được Sở Bá Vương giải vây.
Năm 202 TCN, Lưu Bang, Hàn Tín thắng trận quyết định ở Cai Hạ. Kỵ binh Hán truy kích Hạng Vũ tới sông Ô Giang, tại đây Vũ tự vẫn. Tây Sở mất nước, Lưu Bang lên ngôi Hoàng đế, tức Hán Cao Tổ. Chung Ly Muội bỏ trốn và chạy vào nhà Sở vương Hàn Tín.
Trần Bình từng nhận xét về Chung Ly Muội trong số các tướng của Hạng Vũ rằng: Kia Hạng vương chẳng qua chỉ có mấy người tôi ngay thẳng là bọn Á Phụ, Chung Ly Muội, Long Thư, Chu Ân mà thôi.

## Bị Hàn Tín giết
Sử ký Tư Mã Thiên chép:
"Nhà ông ở núi Y Lư, trước đó Muội vốn chơi thân với Tín nên đến trú ẩn tại nhà Hàn Tín, Hán Cao Đế truy lùng Muội, nghe nói Muội ở Sở, ra chiếu cho Sở Vương Tín bắt Muội. Sau đó Hán Cao Tổ theo kế của Trần Bình bèn đến nước Sở. Hàn Tín lo lắng vì chứa Chung Ly Muội trong nhà. Có người khuyên Hàn Tín chém Muội để ra mắt Cao Tổ thì sẽ khỏi tội.
Hàn Tín bèn đến gặp ông nói về việc ấy. Chung Ly Muội nói:
Nhà Hán sở dĩ không dám đánh lấy Sở là vì Muội ở nhà ông. Nay ông muốn bắt ta để nịnh nhà Hán, thì ta hôm nay chết nhưng ông cũng chết theo như trở tay mà thôi.
Thấy Hàn Tín không dung tha mình, ông mắng Hàn Tín: 
Nhà ngươi không phải bậc trưởng giả!
Sau đó ông đâm cổ chết. Hàn Tín ôm đầu ông ra mắt Lưu Bang ở đất Trần, nhưng cuối cùng vẫn bị Lưu Bang bắt giữ và giáng chức thành Hoài Âm hầu, vì chủ đích chuyến đi của Hán Cao Tổ là nhằm bắt Hàn Tín."
Tuy nhiên sau này các nhà sử học đã xem xét lại, qua những tư liệu khác như “Tần Sở chi tế nguyệt biểu” thì cho rằng việc Hàn Tín giết Chung Ly Muội là không có thật. Mà do Lưu Bang cùng Lữ Hậu dựng lên để làm ô nhục thanh danh của Hán Tín mà thôi.
Sử ký “Tần Sở chi tế nguyệt biểu” xác minh ghi lại: “Tháng 9, năm 202 TCN, Vua chém tướng quân Chung Ly Muội của Hạng Vũ”. Điều này chứng tỏ Chung Ly Muội bị Hán Cao Tổ bắt vào tháng 9 năm 202 TCN. Còn việc buộc tội Hàn Tín “mưu phản” được ghi chép vào năm 201 TCN. Vì vậy, khi Lưu Bang dùng kế đi săn ở Vân Mộng, Chung Ly Muội đã chết hơn một năm rồi, không tồn tại khả năng Hàn Tín vì bảo vệ mình mà ép buộc Chung Ly Muội tự sát.